# Small Faces
Small Faces (auch The Small Faces) war eine britische Rockband, die im Jahr 1965 gegründet wurde und ursprünglich Rhythm and Blues und Soul spielte. Später entwickelte sich der musikalische Schwerpunkt der Band zu einer Mischung aus Psychedelic Pop und Hard Rock. Das Gesamtwerk der Gruppe ist nicht umfangreich, beinhaltet jedoch einige Rock-Klassiker wie All or Nothing, Tin Soldier, Itchycoo Park, Lazy Sunday und Afterglow of Your Love sowie das Konzeptalbum Ogdens’ Nut Gone Flake (1968).
Der Name bezieht sich einerseits auf die umgangssprachliche Bedeutung von face im Sinne von Typ, andererseits auch darauf, dass die Bandmitglieder eher klein gewachsen waren; der Name bedeutet also so viel wie die kleinen Typen.

## Geschichte

### Die Zeit bei Decca Records: 1965 bis 1967
Die Gründungsbesetzung, bestehend aus dem Sänger und Gitarristen Steve Marriott, dem Bassisten Ronnie „Plonk“ Lane, dem Schlagzeuger Kenney Jones und dem Keyboarder Jimmy Winston, fand 1965 zusammen und erhielt durch den charismatischen Frontmann Marriott schnell die Aufmerksamkeit der Londoner Szene. Durch ihren ersten Manager Don Arden nahm Decca Records die Band unter Vertrag und veröffentlichten im August 1965 ihre erste Single What’cha Gonna Do About It (mit dem Gitarrenriff von Solomon Burkes Everybody Needs Somebody to Love), die Platz 14 der britischen Charts erreichte. Der im November veröffentlichte Nachfolger I’ve Got Mine brachte hingegen nicht den gewünschten Erfolg. Wegen ständiger Meinungsverschiedenheiten mit Marriott musste Winston die Band verlassen und wurde durch Ian McLagan ersetzt.
Die dritte Single Sha-La-La-La-Lee, von Kenny Lynch für die Band geschrieben, erschien im Januar 1966. Sie wurde zu ihrem zweiten Charterfolg. Im Verlauf des weiteren Jahres entwickelten sich die Small Faces zu Lieblingen der Mods. Im Mai erschien die Single Hey Girl, fünf Tage später gefolgt vom ersten Album Small Faces, auf dem teilweise noch Jimmy Winston zu hören war. Neben den ersten beiden Hits, rockigerem Band- und poppigerem Lynch-Material enthielt es eine Coverversion von Sam Cookes Shake. Das Stück You Need Loving plagiiert, wie später Led Zeppelins Whole Lotta Love, unverhohlen die von Willie Dixon geschriebene 1962er Muddy-Waters-Single You Need Love. Das Album kam auf den dritten Platz der Charts. Im August 1966 erreichte die Single All or Nothing die Spitze der Charts.
Im November 1966 erschien die Weihnachtssingle My Mind’s Eye die dem Gloria in excelsis Deo angelehnt war. Dabei handelte es sich um eine Demoaufnahme, die von Don Arden und Decca ohne Wissen der Band veröffentlicht wurde. Trotz guter Chartplatzierung des Songs wechselte die Band daraufhin zum Label Immediate Records des ehemaligen Rolling-Stones-Managers Andrew Loog Oldham. Die erste für Immediate eingespielte Single I Can’t Make It wurde im März 1967 aus vertraglichen Gründen wiederum von Decca veröffentlicht. Sie erreichte nicht die Top Twenty, da die Band sich jeglicher Promotion verweigerte. Ende Mai, Anfang Juni schob Decca noch den Single-Flop Patterns sowie ein zweites Album mit dem Titel From the Beginning nach, das eine Mischung aus Singles, Coversongs und ersten psychedelischen Versuchen war.

### Die Zeit bei Immediate Records: 1967 bis 1969
Das richtige zweite Album, wie der Erstling Small Faces betitelt, erschien im Juli 1967, bei Immediate Records und enthielt ausnahmslos Eigenkompositionen von Marriott und Lane. Das Werk wurde im darauffolgenden Jahr als There Are but Four Small Faces in den USA veröffentlicht, wobei einige Stücke durch A- und B-Seiten von Singles ersetzt wurden. Es steht bis heute im Schatten seines wesentlich bekannteren Nachfolgers. Es erreichte, wie die gleichzeitig zum Album erschienene Single Here Come the Nice Platz 12 der britischen Charts. Weitere Singlehits folgten im August mit Itchycoo Park und im Dezember mit Tin Soldier.
Im April 1968 wurde der Song Lazy Sunday des bevorstehenden vierten Albums gegen den Willen der Band von Immediate als Single veröffentlicht. Der als Albumfüller gedachte Titel wurde zum größten Hit der Band. Das dazugehörige Konzeptalbum Ogdens’ Nut Gone Flake erschien im Mai 1968. Von der Musikkritik gelobt, belegte das Album sechs Wochen lang Platz 1 der britischen LP-Charts, war das erfolgreichste britische Album 1968 und wurde mit einer Goldenen Schallplatte ausgezeichnet.
Dieser Meilenstein für die Band wurde gleichzeitig zu einem Mühlstein, da die Musiker unfähig waren, das Werk adäquat auf die Bühne zu bringen. Zur Gänze wurde es nur ein einziges Mal aufgeführt, live im Studio für die BBC-Fernsehsendung Colour Me Pop. Dazu kam, dass die im Juni nachgelegte Single The Universal einen enttäuschenden 16. Platz belegte und von der Kritik verrissen wurde. Marriott war zunehmend frustriert darüber, als Songschreiber nicht ernst genommen und ständig in die Pop-Ecke eingeordnet zu werden, sowie über das Unvermögen der Band, bei Konzerten auch anspruchsvolleres Material zu spielen.
Die Small Faces zerbrachen schließlich Anfang 1969, als sich Marriott dazu entschloss, Peter Framptons frischgegründeter Bluesrock-Band Humble Pie beizutreten. Als Vermächtnis erschien im März 1969 die inoffizielle letzte Single Afterglow (Of Your Love) und im November die ebenso inoffizielle Zusammenstellung The Autumn Stone. Das Doppelalbum enthielt neben den Hits in neuen Abmischungen auch sieben neue, teilweise noch unfertig klingende Stücke sowie drei Live-Aufnahmen.

### Fortsetzung mit dem BandnamenFaces: 1970 bis 1975
Die verbliebenen drei Musiker engagierten den Sänger Rod Stewart und den Gitarristen Ron Wood von der gerade aufgelösten ersten Jeff Beck Group. Sie nannten sich fortan Faces, fungierten schließlich als Begleitband Stewarts und lösten sich 1975 auf. Ronnie Lane verließ die Band bereits 1973 und veröffentlichte mit Slim Chance mehrere Singles und Alben.

### Reunion: 1976 bis 1978
1975 lösten sich die Faces und auch Humble Pie auf. Im folgenden Jahr trafen die einstigen Small-Faces-Mitglieder anlässlich von (Playback)-Video-Aufnahmen für das wiederveröffentlichte Itchycoo Park erneut zusammen. Der Titel kam prompt wieder in die Hitparaden. Daraufhin beschlossen sie, erneut Songs aufzunehmen, doch schon während der ersten Probe verließ Lane das Projekt ohne Angabe von Gründen. Was niemand der anderen Mitglieder wusste: Ronnie Lane zeigte erste Symptome einer Multiplen Sklerose, die von seinen Kollegen fälschlicherweise als Folge von übermäßigem Alkoholkonsum interpretiert wurden. Daraufhin wurde der Ex-Humble-Pie- und Roxy-Music-Bassist Rick Wills als Ersatz engagiert. Für Atlantic Records entstanden die beiden erfolglos gebliebenen Small-Faces-Alben Playmates (1977) und  '78 in the Shade (1978).

### Aktivitäten seit 1979
Kenney Jones ersetzte 1979 den 1978 verstorbenen Keith Moon bei The Who und war bis Ende der 1980er Jahre festes Mitglied der Band. Steve Marriott machte in den Jahren von 1980 bis 1982 noch Aufnahmen mit den wiedervereinten Humble Pie. Als Solokünstler absolvierte er Ende des Jahrzehnts annähernd 200 Konzerte pro Jahr. Am 20. April 1991 starb er 44-jährig im Schlaf bei einem durch eine Zigarette selbst verursachten Schwelbrand in seinem Landhaus in Essex, England. Ronnie Lanes weiterer Werdegang wurde stark durch seine Krankheit beeinflusst. Nach einem fast zwanzig Jahre währenden Kampf gegen die MS starb er am 4. Juni 1997 im Alter von 51 Jahren an den Folgen einer Lungenentzündung. Ian McLagan wurde Sessionmusiker und wirkte u. a. bei Bonnie Raitt, den Rolling Stones, Bob Dylan auf seiner Deutschlandtour (u. a. Konzert in Köln am 16. Juni 1984) Bootleg „Drunken Farmerboy“ und David Lindley mit. Er starb am 3. Dezember 2014 im Alter von 69 Jahren an den Folgen eines Schlaganfalls, den er am Tag zuvor erlitten hatte.

## Diskografie

### Studioalben
| Jahr | Titel Musiklabel Katalog-Nr.                                                         | Höchstplatzierung, Gesamtwochen, AuszeichnungChartplatzierungen (Jahr, Titel, Musiklabel Katalog-Nr., Platzierungen, Wochen, Auszeichnungen, Anmerkungen) | Höchstplatzierung, Gesamtwochen, AuszeichnungChartplatzierungen (Jahr, Titel, Musiklabel Katalog-Nr., Platzierungen, Wochen, Auszeichnungen, Anmerkungen) | Höchstplatzierung, Gesamtwochen, AuszeichnungChartplatzierungen (Jahr, Titel, Musiklabel Katalog-Nr., Platzierungen, Wochen, Auszeichnungen, Anmerkungen) | Höchstplatzierung, Gesamtwochen, AuszeichnungChartplatzierungen (Jahr, Titel, Musiklabel Katalog-Nr., Platzierungen, Wochen, Auszeichnungen, Anmerkungen) | Höchstplatzierung, Gesamtwochen, AuszeichnungChartplatzierungen (Jahr, Titel, Musiklabel Katalog-Nr., Platzierungen, Wochen, Auszeichnungen, Anmerkungen) | Anmerkungen                                                                                           |
| Jahr | Titel Musiklabel Katalog-Nr.                                                         | DE | AT | CH | UK | US | Anmerkungen                                                                                           |
| ---- | ------------------------------------------------------------------------------------ | --- | --- | --- | --- | --- | --- |
| 1966 | Small Faces (1966) Decca 4790                                                        | — | — | — | UK3 (25 Wo.)UK | — | Erstveröffentlichung: 2. Mai 1966 Produzenten: Ian Samwell, Kenny Lynch, Don Arden                    |
| 1967 | From the Beginning Decca 4879                                                        | — | — | — | UK17 (5 Wo.)UK | — | Erstveröffentlichung: 5. Juni 1967 Produzenten: Steve Marriott, Ronnie Lane                           |
| 1967 | Small Faces (1967) (UK) / There Are but Four Small Faces (US) Immediate 008 / 52 002 | — | — | — | UK12 (16 Wo.)UK | US178 (3 Wo.)US | Erstveröffentlichung: 19. Juni 1967 (UK) / 7. März 1968 (US) Produzenten: Steve Marriott, Ronnie Lane |
| 1968 | Ogdens’ Nut Gone Flake Immediate 52008                                               | DE6 (16 Wo.)DE | — | — | UK1 Gold · (19 Wo.)UK | US159 (15 Wo.)US | Erstveröffentlichung: 24. Mai 1968 Produzenten: Steve Marriott, Ronnie Lane                           |

grau schraffiert: keine Chartdaten aus diesem Jahr verfügbar
Weitere Studioalben
- 1977: Playmates (Atlantic 19113)
- 1978: ’78 in the Shade (Atlantic 19171)

### Livealbum
- 1999: The BBC Sessions (Strange Fruit)

### Kompilationen
| Jahr | Titel Musiklabel Katalog-Nr.                  | Höchstplatzierung, Gesamtwochen, AuszeichnungChartplatzierungen (Jahr, Titel, Musiklabel Katalog-Nr., Platzierungen, Wochen, Auszeichnungen, Anmerkungen) | Höchstplatzierung, Gesamtwochen, AuszeichnungChartplatzierungen (Jahr, Titel, Musiklabel Katalog-Nr., Platzierungen, Wochen, Auszeichnungen, Anmerkungen) | Höchstplatzierung, Gesamtwochen, AuszeichnungChartplatzierungen (Jahr, Titel, Musiklabel Katalog-Nr., Platzierungen, Wochen, Auszeichnungen, Anmerkungen) | Höchstplatzierung, Gesamtwochen, AuszeichnungChartplatzierungen (Jahr, Titel, Musiklabel Katalog-Nr., Platzierungen, Wochen, Auszeichnungen, Anmerkungen) | Höchstplatzierung, Gesamtwochen, AuszeichnungChartplatzierungen (Jahr, Titel, Musiklabel Katalog-Nr., Platzierungen, Wochen, Auszeichnungen, Anmerkungen) | Anmerkungen                                              |
| Jahr | Titel Musiklabel Katalog-Nr.                  | DE | AT | CH | UK | US | Anmerkungen                                              |
| ---- | --------------------------------------------- | --- | --- | --- | --- | --- | -------------------------------------------------------- |
| 1972 | Early Faces Pride 0001                        | — | — | — | — | US176 (10 Wo.)US | Erstveröffentlichung: Juli 1972 Produzent: Michael Viner |
| 1996 | The Decca Anthology 1965–1967 Deram 844 583-2 | — | — | — | UK66 (1 Wo.)UK | — | Erstveröffentlichung: 29. April 1996 Doppelalbum         |
| 2003 | Ultimate Collection Sanctuary Records 004     | — | — | — | UK24 Gold · (4 Wo.)UK | — | Erstveröffentlichung: 26. Mai 2003 Doppelalbum           |
| 2020 | The Ultimate Collection –                     | — | — | — | UK58 (1 Wo.)UK | — | mit Humble Pie                                           |

grau schraffiert: keine Chartdaten aus diesem Jahr verfügbar
Weitere Kompilationen
- 1969: The Autumn Stone (Doppelalbum; Immediate)
- 1976: Magic Moments (Immediate 1008)
- 1995: The Best of Small Faces (Summit, UK: Silber)

### Singles
| Jahr | Titel Album                                       | Höchstplatzierung, Gesamtwochen, AuszeichnungChartplatzierungen (Jahr, Titel, Album, Platzierungen, Wochen, Auszeichnungen, Anmerkungen) | Höchstplatzierung, Gesamtwochen, AuszeichnungChartplatzierungen (Jahr, Titel, Album, Platzierungen, Wochen, Auszeichnungen, Anmerkungen) | Höchstplatzierung, Gesamtwochen, AuszeichnungChartplatzierungen (Jahr, Titel, Album, Platzierungen, Wochen, Auszeichnungen, Anmerkungen) | Höchstplatzierung, Gesamtwochen, AuszeichnungChartplatzierungen (Jahr, Titel, Album, Platzierungen, Wochen, Auszeichnungen, Anmerkungen) | Höchstplatzierung, Gesamtwochen, AuszeichnungChartplatzierungen (Jahr, Titel, Album, Platzierungen, Wochen, Auszeichnungen, Anmerkungen) | Anmerkungen |
| Jahr | Titel Album                                       | DE | AT | CH | UK | US | Anmerkungen |
| ---- | ------------------------------------------------- | --- | --- | --- | --- | --- | --- |
| 1965 | Whatcha Gonna Do About It Small Faces             | — | — | — | UK14 (12 Wo.)UK | — | Erstveröffentlichung: 6. August 1965 Autoren: Ian Samwell, Brian Potter                                                                     |
| 1966 | Sha-La-La-La-Lee Small Faces                      | DE15 (12 Wo.)DE | — | — | UK3 (11 Wo.)UK | — | Erstveröffentlichung: Januar 1966 Autoren: Kenny Lynch, Mort Shuman                                                                         |
| 1966 | Hey Girl From the Beginning                       | — | — | — | UK10 (9 Wo.)UK | — | Erstveröffentlichung: 6. Mai 1966 Autoren: Ronnie Lane, Steve Marriott                                                                      |
| 1966 | All or Nothing From the Beginning                 | DE17 (6 Wo.)DE | — | — | UK1 (12 Wo.)UK | — | Erstveröffentlichung: 5. August 1966 Autoren: Ronnie Lane, Steve Marriott                                                                   |
| 1966 | My Mind’s Eye From the Beginning                  | DE24 (2 Wo.)DE | — | — | UK4 (11 Wo.)UK | — | Erstveröffentlichung: 11. November 1966 Autoren: Ronnie Lane, Steve Marriott                                                                |
| 1967 | I Can’t Make It –                                 | — | — | — | UK26 (7 Wo.)UK | — | Erstveröffentlichung: 3. März 1967 Autoren: Ronnie Lane, Steve Marriott                                                                     |
| 1967 | Here Come the Nice There Are but Four Small Faces | DE24 (6 Wo.)DE | — | — | UK12 (9 Wo.)UK | — | Erstveröffentlichung: 2. Juni 1967 Autoren: Ronnie Lane, Steve Marriott                                                                     |
| 1967 | Itchycoo Park There Are but Four Small Faces      | DE17 (4 Wo.)DE | — | — | UK3 Silber · (14 Wo.)UK | US16 (17 Wo.)US | Erstveröffentlichung: 4. August 1967 Autoren: Ronnie Lane, Steve Marriott                                                                   |
| 1967 | Tin Soldier There Are but Four Small Faces        | DE7 (14 Wo.)DE | — | CH7 (5 Wo.)CH | UK9 (12 Wo.)UK | US73 (5 Wo.)US | Erstveröffentlichung: 1. Dezember 1967 Autoren: Ronnie Lane, Steve Marriott                                                                 |
| 1968 | Lazy Sunday Ogdens’ Nut Gone Flake                | DE2 (16 Wo.)DE | AT1 (16 Wo.)AT | CH2 (11 Wo.)CH | UK2 (11 Wo.)UK | — | Erstveröffentlichung: 5. April 1968 Autoren: Ronnie Lane, Steve Marriott                                                                    |
| 1968 | The Universal The Autumn Stone                    | DE35 (4 Wo.)DE | AT15 (4 Wo.)AT | — | UK16 (11 Wo.)UK | — | Erstveröffentlichung: 29. Juni 1968 Autoren: Ronnie Lane, Steve Marriott                                                                    |
| 1969 | Afterglow of Your Love The Autumn Stone           | — | AT14 (4 Wo.)AT | — | UK36 (1 Wo.)UK | — | Erstveröffentlichung: 7. März 1969 Autoren: Ronnie Lane, Steve Marriott                                                                     |
| 1975 | Itchycoo Park (Reissue) Magic Moments             | — | — | — | UK9 (11 Wo.)UK | — | Erstveröffentlichung: 28. November 1975 |
| 1976 | Lazy Sunday (Reissue) Magic Moments               | — | — | — | UK39 (5 Wo.)UK | — | Erstveröffentlichung: 19. März 1976 |
| 2005 | Don’t Burst My Bubble –                           | — | — | — | UK93 (1 Wo.)UK | — | Erstveröffentlichung: 28. Februar 2005 Autoren: Ronnie Lane, Steve Marriott Splitsingle mit Come Home Baby von Rod Stewart und P. P. Arnold |

grau schraffiert: keine Chartdaten aus diesem Jahr verfügbar
Weitere Singles
- 1965: I’ve Got Mine
- 1967: Patterns
- 1977: Lookin’ for a Love
- 1977: Stand by Me (Stand by You)
- 1978: Filthy Rich

### Videoalben
| Jahr | Titel                      | Höchstplatzierung, Gesamtwochen, AuszeichnungChartplatzierungen (Jahr, Titel, Platzierungen, Wochen, Auszeichnungen, Anmerkungen) | Höchstplatzierung, Gesamtwochen, AuszeichnungChartplatzierungen (Jahr, Titel, Platzierungen, Wochen, Auszeichnungen, Anmerkungen) | Höchstplatzierung, Gesamtwochen, AuszeichnungChartplatzierungen (Jahr, Titel, Platzierungen, Wochen, Auszeichnungen, Anmerkungen) | Höchstplatzierung, Gesamtwochen, AuszeichnungChartplatzierungen (Jahr, Titel, Platzierungen, Wochen, Auszeichnungen, Anmerkungen) | Höchstplatzierung, Gesamtwochen, AuszeichnungChartplatzierungen (Jahr, Titel, Platzierungen, Wochen, Auszeichnungen, Anmerkungen) | Anmerkungen                            |
| Jahr | Titel                      | DE | AT | CH | UK | US | Anmerkungen                            |
| ---- | -------------------------- | --- | --- | --- | --- | --- | -------------------------------------- |
| 2015 | All Or Nothing 1965 – 1968 | — | — | — | UK2 (111 Wo.)UK | — | Erstveröffentlichung: 20. Februar 2015 |

## Coverversionen anderer Bands
- Screaming Trees: Song of a Baker
- Sex Pistols: Watcha Gonna Do ’Bout It
- Pretenders: Watcha Gonna Do ’Bout It
- The Jam: Get Yourself Together
- Uriah Heep: Tin Soldier
- Lou Gramm: Tin Soldier
- Great White: Afterglow
- Thunder: Lazy Sunday
- Toy Dolls: Lazy Sunday
- Brian May: Rollin’ Over
- Gumball: Have You Ever Seen Me
- The Dogs D’Amour: All Or Nothing
- The Lords of the New Church: All Or Nothing[5]
- M People: Itchycoo Park
- Cock Sparrer: Watcha Gonna Do ’Bout It
- Ocean Colour Scene: Song of a Baker
- Primal Scream feat. P.P. Arnold: Understanding
- The Libertines: Lazy Sunday
- Blue Murder: Itchycoo Park
- Transatlantic: Tin Soldier